# Wenckheim László
Wenckheim László, báró (Pest, 1814. június 21. – Bad Gastein, Ausztria, 1879. szeptember 1.)   mezőgazdász, lótenyésztő, Wenckheim József fia, Wenckheim Béla miniszterelnök testvére, a Fástelepi-ménes létrehozója.

## Élete, pályafutása
Sokat utazott, politikus volt Budán, a Helytartótanácsnál, mielőtt Körösladányba véglegesen le nem költözött az 1805-ben épült Wenckheim kastélyba (ma Körösladány egyik turistalátványossága). Itt saját uradalmát vezette, de a közügyekből is kivette részét.
1848 tavaszán Békés vármegyében Gyulán  ő hirdette ki először az úrbéri terhek megszüntetéséről szóló törvényt.
Egyik birtokán, Fástelepen egy korszerű méntelepet hozott létre (Fáspusztát), valamint mintagazdaságot is létesített egyéb birtokain. 1860-ban létrehozta a Békés megyei Gazdasági Egyesületet, melynek 1869-től elnöke volt.
Mint az állami vízszabályozások kormánybiztosa is tevékenykedett, a Hosszúfoki Ármentesítő Társulat elnöke is volt. Kidolgozója és végrehajtója volt a megye vízmentesítő programjának. Ez az ő földbirtokainak értékét jelentősen megnövelte, a család a megye legnagyobb földtulajdonnal rendelkező családja volt ugyanis. A megyében a földbirtokosi és jobbágyok földjeinek elkülönítésében és tagosításában is jelentős szerepet vállalt. 1863-ban az ő kezdeményezésére alakult meg a megye első bankja, a Békésmegyei Takarékpénztári Egyesület. Ennek első elnöke is ő lett.
A körösladányi református temetőben van a sírja, a klasszicista stílusú családi sírboltban.